# Qualitätsbeauftragter
Der Qualitätsbeauftragte – oft auch Qualitätsmanagementbeauftragter (kurz QMB) – wird in Organisationen als interner Dienstleister und Berater für das Qualitätsmanagement angesehen. Die Stellung einer/s Qualitätsbeauftragten ist keine leitende Position im eigentlichen Sinne, sondern eine der Leitung zugeordnete Stelle.

## Terminologie
In der Terminologie der internationalen Qualitätsmanagementnormen nach DIN EN ISO 9000 ff. wird für den Qualitätsbeauftragten auch der Begriff „Beauftragte/r der Obersten Leitung“ synonym benutzt. Die Oberste Leitung entspricht dabei den vorgesetzten Personen,  in der Regel ist dies die Geschäftsführung. Nachgeordnete Stellen gibt es im eigentlichen Sinne nicht, es sei denn, es besteht eine Abteilung für Qualitätsmanagement mit interner, hierarchischer Strukturierung.

## ISO 9001
Seit Inkrafttreten der aktuellen Revision ISO 9001:2015 wird die Rolle des Qualitätsbeauftragten nicht mehr explizit von der Norm gefordert. Damit soll verhindert werden, dass die entsprechende Verantwortung von der obersten Leitung auf eine einzelne Person geschoben wird. Die Aufgaben des QMB müssen allerdings auch weiterhin erfüllt werden.

## ISO 13485
Der Standard DIN EN ISO 13485:2021-12 nennt in Kapitel 5.5.2 einen Beauftragten der Leitung. Dieser ist als Mitglied der Leitung von der obersten Leitung zu benennen und übernimmt die Verantwortung für das Qualitätsmanagementsystem.

## Aufgaben
Die Aufgaben eines Qualitätsbeauftragten fallen mehrheitlich organisationsbezogen an, weniger sind es mitarbeiterbezogene Aufgaben. Zu den wichtigsten gehören:

### Betreuung des Qualitätsmanagementsystems
- Einführung und Weiterentwicklung des Qualitätsmanagementsystems in der Organisation
- Planung, Überwachung und Korrektur des Qualitätsmanagementsystems

### Dokumentation
- Koordination der Erstellung, Überwachung und Lenkung des Qualitätsmanagement-Handbuchs sowie der Dokumente und Aufzeichnungen
- das Sammeln und Auswerten von Informationen und Daten im Rahmen des Qualitäts-Controllings

### Unternehmensleitung
- Planung, Initiierung, Koordination und Evaluation von internen Qualitätsmanagement-Projekten einschließlich einrichtungsbezogener und/oder -übergreifender Arbeitsgruppen bzw. Qualitätszirkel
- Beratung der Unternehmensleitung bei der Entwicklung der Qualitätsziele und -politik
- regelmäßige Berichterstattung an die Leitung über den Entwicklungsstand und die Wirksamkeit des Qualitätsmanagement-Systems einschließlich der Übermittlung qualitätsrelevanter Daten

### Audit
- Planung und Durchführung von internen Audits
- die Vor- und Nachbereitung sowie Begleitung externer Audits

### Mitarbeiter & Kunden
- Planung und Durchführung von Schulungsmaßnahmen bezüglich des Qualitätsmanagements
- Motivation und Beratung der Mitarbeiter in Fragen zum Qualitätsmanagement
- die Bearbeitung von Kundenreklamation (ggf. in Zusammenarbeit mit weiteren Prozessverantwortlichen, z. B. Produktionsleitung, Laborleitung etc.)

## Kompetenzen
Der benannte QMB muss ein aktives und passives Informationsrecht besitzen. Außerdem müssen ihm alle für die Erfüllung seiner Aufgaben notwendigen Informationen zugänglich gemacht werden. Der Qualitätsmanagementbeauftragte sollte weiterhin Fähigkeiten in den folgenden Bereichen besitzen:

### Fachlich
- Rechtliche Kenntnisse auch zur Haftungsvermeidung
- Qualitätskosten
- Konformitätsbewertung im gesetzlich geregelten/nicht geregelten Bereich
- Qualitätsorientierung
- Umsetzung von QM-Projekten im PDCA-Zyklus

### Sozial
- Führungskompetenz
- Vermittler, Moderator, Motivator
- Schnittstelle zwischen Management und Mitarbeitern
- Zentraler Ansprechpartner zum Qualitätsmanagement

## Weiterbildung
Die Weiterbildung zum Qualitätsbeauftragten wird durch interne Vorschriften der Weiterbildungsträger geregelt. Je nach Anbieter variiert die Weiterbildungsdauer, welche in Teilzeit, Block- oder Fernunterricht durchgeführt wird. Als Dachorganisation nationaler Qualitäts-Gesellschaften hat die European Organization for Quality (EOQ) harmonisierte Bildungs- und Zertifizierungskonzepte für Qualitäts- und Managementfachpersonal in Europa erarbeitet. Jedoch besteht keine Verbindlichkeit zur Einhaltung der Bildungs- und Zertifizierungskonzepte.